# 和倉温泉バスターミナル
座標: 北緯37度5分18秒 東経136度54分57秒 / 北緯37.08833度 東経136.91583度

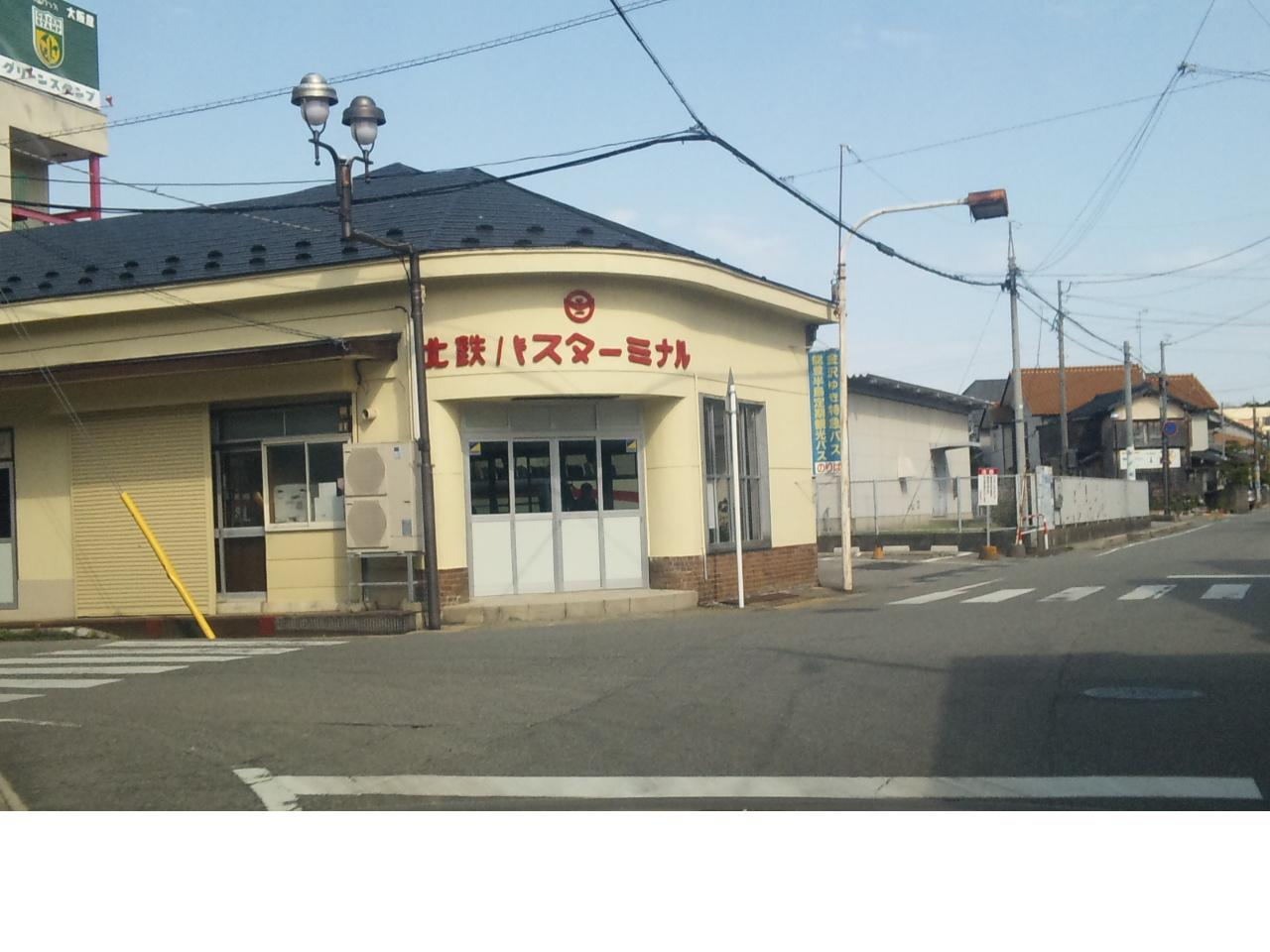
和倉温泉バスターミナル

和倉温泉バスターミナル（わくらおんせんバスターミナル）は、石川県七尾市にあるバスターミナル。

## 概要
北陸鉄道から北鉄能登バスに継承されたバスターミナルで、和倉温泉のバス出発口である。和倉温泉街にあり、「和倉温泉駅前のバスターミナル」ではない。1953年に建てられた三角瓦屋根のターミナルは、道路側は交差点にあり丸みを帯びた形となっている。室内は窓口と待合室が設置されている。

## バス路線
- 和倉線：和倉温泉駅前経由七尾駅前・能登総合病院行き（当停留所から香島までフリー乗降区間）
- 定期観光バス「あさいち号」（運休中）

かつては金沢市まで直通する中能登特急線や七尾特急線も運行されていた。